# Bundesautobahn 26
La Bundesautobahn 26 (lett.: «autostrada federale 26») è un'autostrada tedesca con un percorso dalla lunghezza di 15,5 km attraverso la Bassa Sassonia.
Ne è pianificato il prolungamento fino a raggiungere una lunghezza totale di 58,8 km per raggiungere la A 1 e Amburgo.

## Percorso
| A 26 |           |                   |      |                |                |   |      |      |  |
| Tipo | n° uscita | Indicazione       | km   | Corrispondenze | Strada europea |   |      |      |  |
|      |           | Inizio Autostrada | 1,1  |                |                |   |      |      |  |
|      | 2         | Stade Sud         | 1,5  |                |                |   |      |      |  |
|      | 3         | Stade Ost         | 2,7  |                |                |   |      |      |  |
|      | 4         | Dollern           | 8,2  |                |                |   |      |      |  |
|      | 5         | Horneburg         | 12,0 |                |                | 6 | Jork | 15,5 |  |